# Francis Collins
Francis Sellers Collins (Staunton, 14 de abril de 1950) es un genetista estadounidense, conocido por sus descubrimientos de genes causantes de enfermedades y por haber dirigido el Proyecto Genoma Humano durante nueve años. En 2009, fue nombrado director de los National Institutes of Health de Estados Unidos por el presidente Barack Obama, quien lo consideró como «uno de los mejores científicos del mundo».
Nació en una pequeña granja en Virginia. Obtuvo su doctorado en Química por la Universidad de Yale y se graduó como médico en la Universidad de Carolina del Norte. Ha dedicado la mayor parte de su vida profesional a la investigación en los institutos nacionales de salud pública de los Estados Unidos, donde desde 1999 hasta 2008 dirigió el proyecto Genoma Humano en el que participan 18 países. Ha identificado el gen de la neoplasia endocrina múltiple y ha realizado búsquedas extensas en la población finlandesa de los genes que producen la sensibilidad a la diabetes. Ha promovido nuevas formas de clonación para estudiar los genes de la fibrosis quística, de la neurofibromatosis y de la enfermedad de Huntington.
En el año 2001 recibió el premio Príncipe de Asturias de Investigación Científica y Técnica por su trabajo en el descubrimiento de la secuencia del genoma humano.
En 2007 fundó la Fundación BioLogos, con el objetivo de abordar los temas centrales de la ciencia y la religión y hacer hincapié en una compatibilidad entre ciencia y fe cristiana. Posteriormente fue nombrado por el papa Benedicto XVI miembro de la Academia Pontificia de las Ciencias en 2009, año en el que también fue condecorado con la Medalla Presidencial de la Libertad de los Estados Unidos.
En 2020 fue galardonado con el Premio Templeton.

## Primeros años
Francis Collins nació en una pequeña granja en Virginia, y recibió la educación primaria de su madre hasta empezar a cursar educación secundaria en el instituto Robert E. Lee. Durante este último periodo y parte de su enseñanza universitaria, Francis Collins aspiraba a ser químico y sentía escaso interés en lo que entonces consideró "el desordenado" campo de la biología. Así, en el año 1970 obtuvo una licenciatura en Química por la Universidad de Virginia, doctorándose en química física cuatro años más tarde por la Universidad de Yale, donde sin embargo, un curso de bioquímica despertó su interés en este campo. Después de consultar con su mentor de la Universidad de Virginia, el profesor de química Carl Trindle, cambió de campo y se matriculó en la Facultad de Medicina de la Universidad de Carolina del Norte en Chapel Hill, consiguiendo un doctorado en 1977.
De 1978 a 1981, sirvió como residente y jefe de residentes de medicina interna en el Hospital Memorial de Carolina del Norte en Chapel Hill. Luego regresó a la Universidad de Yale, donde fue nombrado profesor asociado de Medicina Interna y Genética Humana desde 1981 hasta 1984. Allí trabajó bajo la dirección de Sherman Weissman, y en 1984 publicó una obra importante: un método de clonación posicional que fue denominado como salto cromosómico para remarcar la diferencia con el recorrido cromosómico, el método vigente hasta ese momento, que era necesario para recorrer la cadena de ADN.
Se incorporó como Profesor de Medicina Interna y Genética Humana en la Universidad de Míchigan en 1984. Allí reafirmó su fama de "cazador infatigable de genes" y su uso de la clonación posicional ha llegado a ser un componente fundamental de la genética molecular moderna.
En la década de 1980, varios equipos científicos trabajaban para identificar los genes de la fibrosis quística. Hacia el final de la década, se habían hecho progresos, pero el genetista Lap-Chee Tsui, que se encontraba al frente del equipo que trabajaba en un hospital infantil de Toronto, consideró que era necesario un acceso directo para acelerar el proceso. Para ello, se puso en contacto Francis Collins, quien se unió al equipo y utilizó su técnica de salto de cromosomas. Posteriormente, el gen fue descubierto en junio de 1989. Este hallazgo fue seguido por otros descubrimientos de Francis Collins y sus colaboradores, como el aislamiento de los genes de la enfermedad de Huntington, la neurofibromatosis, la neoplasia múltiple endocrina tipo 1, y la leucemia aguda de adultos tipo M4.

## Dirección del Proyecto Genoma Humano
En el año 1993 Collins aceptó una invitación para suceder a James D. Watson como director del Centro Nacional para la Investigación del Genoma Humano, que se convertiría en 1997 en el National Human Genome Research Institute (NHGRI), una división de los Institutos Nacionales de Salud (NIH), de los que precisamente en la actualidad Francis Collins es director. Allí, supervisó el Consorcio Internacional para la secuenciación del Genoma Humano.
En 1994, fundó en el NHGRI la División de Investigación Intramural, un conjunto de laboratorios dirigidos por científicos, en los que se llevaba a cabo la investigación del genoma en el campus de los NIH y que se ha convertido en uno de los principales centros de investigación del país en materia de genética humana.

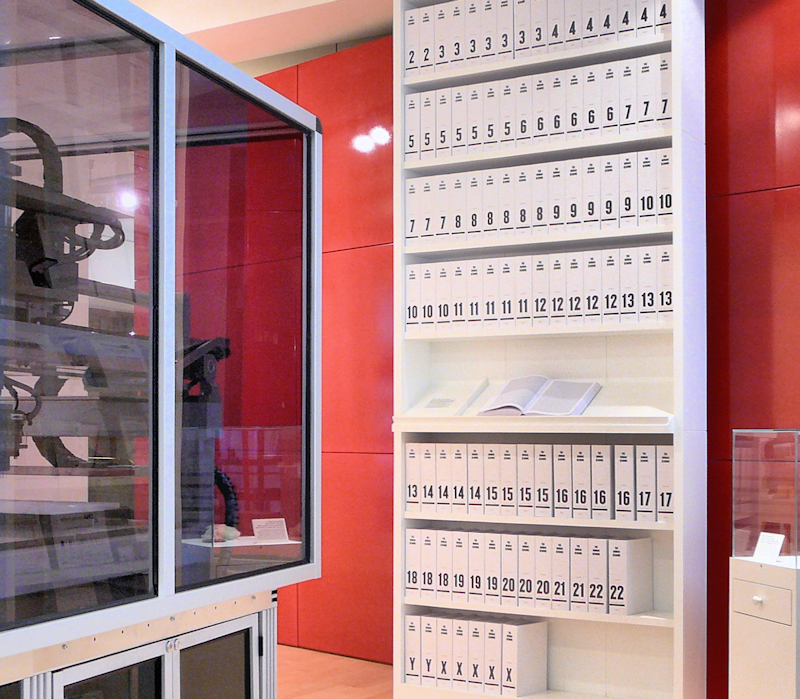
La primera presentación impresa del genoma humano fue entregada en una serie de libros, desplegados en la Colección Wellcome, Londres.

El 26 de junio del año 2000 se presentó el borrador del genoma humano y Collins participó en el anuncio junto con el presidente de los Estados Unidos Bill Clinton y el biólogo Craig Venter. Ambos científicos ocuparon la denominada "Biografía del Año" según el canal de televisión A&E Network y fueron portada de la revista TIME.
El primer análisis del hallazgo fue publicado en febrero de 2001. Los científicos del Proyecto Genoma Humano continuaron trabajando para terminar la secuenciación de los tres mil millones de pares de bases para el año 2003, coincidiendo con el 50 aniversario de la publicación de la primera estructura del ADN por parte de los científicos Watson y Crick.
Dos años más tarde, en 2005, Collins y Venter también fueron homenajeados como dos de los "mejores líderes de los Estados Unidos" por la revista U.S. News & World Report y el Centro para el Liderazgo Público de la Universidad de Harvard por su compromiso por el libre acceso a la información del genoma, lo que contribuyó a poner a disposición inmediata los datos para toda la comunidad científica del planeta.
Una de las principales actividades del NHGRI durante su mandato como director fue la composición del mapa de haplotipos del genoma humano. El ahora completado proyecto HapMap (mapa de haplotipos) produjo un catálogo de variaciones genéticas llamadas Polimorfismos de nucleótidos simples (SNP), que está siendo ampliamente utilizado para descubrir variaciones genéticas correlacionadas con el riesgo de padecer enfermedades.
Además de por su investigación genética y por el liderazgo que ejerció, Collins es conocido por su atención a los aspectos éticos y legales en la genética. Ha sido un firme defensor de la protección de la privacidad de la información genética y ha desarrollado una importante labor como líder nacional en los esfuerzos para prohibir la discriminación basada en los genes. A raíz de su propia experiencia como voluntario médico en un hospital misionero en Nigeria, Francis Collins también se interesó en la apertura de vías de investigación del genoma con el objetivo de mejorar la salud de la población que vive en países en vías de desarrollo.
Francis Collins anunció su renuncia al National Human Genome Research Institute el 28 de mayo de 2008, afirmando que continuaría al frente del laboratorio de investigación intramural como "voluntario", lo que permitiría a algunos estudiantes de posgrado y posdoctorado completar los proyectos emprendidos durante su dirección.
Collins ha recibido numerosos premios y honores, incluyendo la elección como miembro del Instituto de Medicina y la Academia Nacional de Ciencias. También resultó ganador de uno los Premios Internacionales Kilby en 1993.
Además, recibió el Premio Príncipe de Asturias a la Investigación Científica y Técnica en 2001, recibió el XXXIX Premio Lección Conmemorativa Jiménez Díaz en mayo de 2007, fue condecorado con la Medalla Presidencial de la Libertad en el año 2007 y con la Medalla Nacional a la Ciencia en 2008.

## Director de los NHI

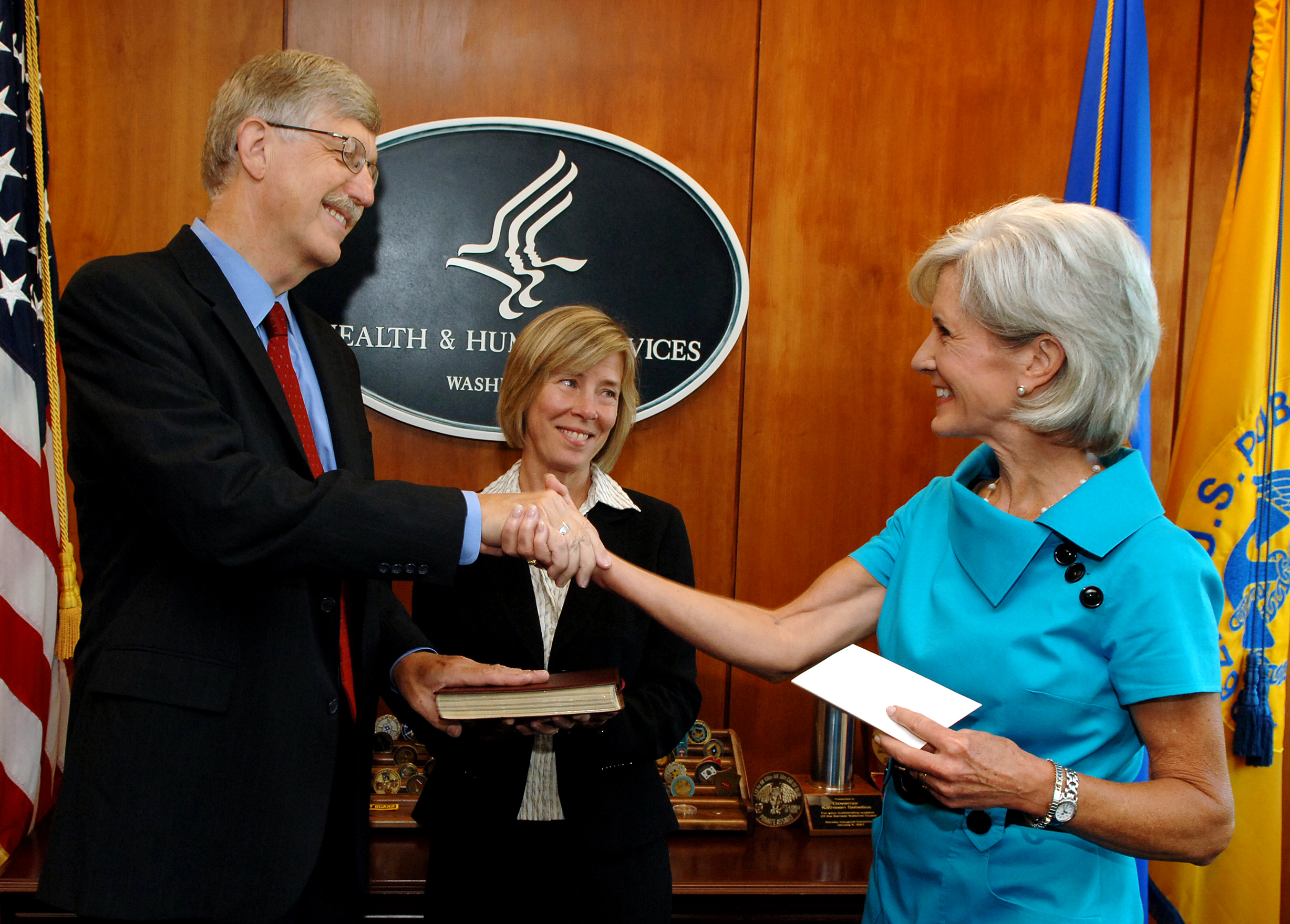
Francis Collins con Kathleen Sebelius durante la jura del cargo de Director al frente de los Institutos Nacionales de Salud.

El 8 de julio de 2009, el presidente Barack Obama propuso a Francis Collins para el cargo de director de los National Institutes of Health (Institutos Nacionales de Salud, NIH, por sus siglas en inglés) y días más tarde fue confirmado por unanimidad por el Senado de los Estados Unidos, siendo anunciado por la secretaría del Departamento de Salud y Servicios Humanos, Kathleen Sebelius, el 7 de agosto de ese mismo año.
Según la revista Science, Collins "es conocido como un líder con experiencia y un excelente comunicador", por lo que su nombramiento por parte del presidente Obama como director de los NIH "no fue una gran sorpresa" y produjo muchas alabanzas por parte de investigadores y grupos de biomedicina. También hubo sectores críticos, principalmente por su apertura a la fe cristiana. Sin embargo, otros apuntaron que este hecho podría llegar a ser muy positivo para establecer puentes con aquellos que ven la investigación genética como algo contrario a los valores religiosos.

## Convicciones religiosas
Collins ha descrito a sus padres como "cristianos solo de nombre", y a su paso por el postgrado se consideraba ateo convencido. Sin embargo, siendo un joven médico le llamó la atención la fuerza de varios de sus pacientes más delicados de salud, que en vez de quejarse a Dios, parecían apoyarse en su fe como una fuente de fuerza y consuelo. Él se familiarizó con los argumentos tanto a favor como en contra de Dios en la cosmología, y leyó Mero cristianismo del cristiano anglicano C. S. Lewis como base para revisar sus creencias. La obra de este escritor profundamente creyente ―autor de Las crónicas de Narnia― le hizo reflexionar y tras llegar a una conclusión, se convirtió al cristianismo durante una caminata en una tarde de otoño. Ahora se considera a sí mismo como un "cristiano serio", aunque desde un punto de vista teista.
En su libro ¿Cómo habla Dios? La evidencia científica de la fe, Collins confiesa que el descubrimiento del genoma humano le permitió vislumbrar el trabajo de Dios. Reivindica que, según él, hay bases racionales para un creador y que los descubrimientos científicos llevan al hombre más cerca de Dios.
En ¿Cómo habla Dios?, Collins examina y, posteriormente, rechaza el creacionismo de la Tierra joven y el diseño inteligente. Su propio sistema de creencias es la evolución teísta o creación evolutiva, en la que Dios es el actor que desencadena la evolución, como una especie de primer motor; que prefiere llamar BioLogos.
Collins explica que cuando da un gran paso adelante en el avance científico es un momento de alegría intelectual; pero es también un momento donde siente cercanía con el Creador en el sentido de estar percibiendo algo que ningún humano sabía antes, pero que Dios sí conocía desde siempre.
Es fundador de la BioLogos Foundation, de la que forman parte «un equipo de científicos que creen en Dios y se han comprometido a promover una perspectiva de los orígenes de la vida que es a la vez teológica y científicamente sólida». La fundación promueve la búsqueda de la verdad en los reinos natural y espiritual y buscan la armonía entre estas diferentes perspectivas. Fue presidente de la fundación hasta que fue confirmado como director de los NIH.